# Ambras in de klas
Ambras in de klas is het tiende album uit de Belgische stripreeks De avonturen van Urbanus en verscheen in 1986. Het werd getekend door Willy Linthout en bedacht door Urbanus zelf.

## Verhaal
De familie Urbanus heeft het niet breed en omdat Cesar geen uitkering meer krijgt, is hij verplicht te terug naar school te gaan. Hij krijgt op school bezoek van de Minister van Arbeid die hem aanstelt als meester in plaats van de huidige meester Kweepeer.